# هبة النفق
هبة النفق هي حلقة من حلقات النضال الفلسطيني بدأت في صباح اليوم الخامس والعشرين من شهر أيلول عام 1996، انطلق الشعب الفلسطيني بكل فئاته فی المسیرات بعد أن أقدمت السلطات الإسرائيلية على فتح نفق أسفل المسجد الأقصى المبارك، فانصهرت جميع فئات الشعب الفلسطيني في المواجهة والتصدي للقوات الاسرائيلية.

## أولاً: النفق وخطورته

### تعريف
هو عبارة عن مبانٍ قديمة مُشيدة في عصور مختلفة مغطاة بالطمي بسبب تهدم المدينة عدة مرات عبر التاريخ، كذلك عملية وصل لهذه المباني من خلال حفريات أسفل أساسات مباني قائمة بعرض متر وارتفاع مترين، بالإضافة إلى وجود قناة رومانية قديمة محفورة بالصخر بعرض أقل من متر وارتفاع عدة أمتار.
والجزء الأكبر من النفق يقع ضمن مبانٍ قديمة قائمة تم تنظيفها وإزالة التراب والحجارة منها، وهي من العصرين الأموي والأيوبي، وهذه الأجزاء تقع أسفل المدرسة التنكزية التي بنيت عام 729هـ-1528-1329مـ «وحوش محمد الخليلي، والمدرسة الأشرفية التي بنيت عام 887هـ،»1422مـ «وهي مكتبة المسجد الأقصى المبارك حالياً» كذلك أسفل سوق القطانين والمدرسة المنجكية والتي شيدت أيضا في العهود الإسلامية.
أما القناة الرومانية فهي بطول 60 متر محفورة بالصخر وعرضها أقل من متر وارتفاعها عدة أمتار، وهذا الارتفاع مختلف من منطقة إلى أخرى والبقية الباقية عبارة عن حفريات أسفل عقارات مملوكية قائمة في مستوى الأساسات، وهي أيضا على ارتفاعات مختلفة عن سطح الأرض.

### الأخطار
إن عملية فتح النفق سوف يترتب عليها العديد من الأخطار والمضار ومن أهمها:
1. إن هذه العملية تعتبر حد سافر للشرعية الدولية، وذلك لأنها تصرف من طرف واحد في أرض محتلة.

2. تصدع المباني التي تعلو النفق مثل:
- المدرسة العثمانية 840هـ/1437م.
- رباط الكرد 693هـ 1293-1294.
- المدرسة الجوهرية 844هـ/1440م.
- المدرسة المنجكية 762هـ/1361م.

3. إعادة تأكيد السيادة الإسرائيلية على مدينة القدس وإن ما أجرته إسرائيل أو الإيحاء بما أجرته هو شأن داخلي.
4. تخريب العملية السلمية والتنصل من تبعات اتفاقية أوسلو على الرغم من أن هذه الاتفاقية لا تمنح الحد الأدنى من الحقوق الفلسطينية.

5. توسيع دائرة حائط المبكى الذي يمثله أصلاً حائط البراق وله صفة دينية وإسلامية ومملوك كوقف إسلامي إلى الأوقاف العامة، وقد يجر توسيع دائرة حائط المبكى إلى الادعاء بأنه امتداده شمالاً هو جزء من بقايا الهيكل الأول، وقد يجرهم إلى تهديد الأحياء المجاورة له أسوة بما حصل لحي المغاربة.

### الأخطار الأمنية
1. قيام المتطرفين اليهود والمشرفين على الحفريات غير المرئية والذين يحاولون الدخول إلى المسجد الأقصى على منسوب سفلي كما حصل عام 1981 من خلال سبيل قيتباي وتم إفشال هذه المحاولة.
2. تزوير التاريخ حيث تعطي معلومات مغلوطة وملصقات ومنشورات سياسية تعتبر تزوير للحقائق التاريخية.
3. خلق بؤرة من التوتر وسط الأجواء الإسلامية من خلال حقائق ووقائع جديدة لحركة المتطرفين اليهود تحدياً للمشاعر والحقوق.

## ثانياً: الأسباب التي أدت إلى اندلاع هبة النفق
في صباح يوم الخامس والعشرين من شهر أيلول 1996 أقدمت إسرائيل على فتح باب النفق المذكور، والتي شقته طوال السنوات الماضية بعد محاولتين فاشلتين قامت بها لفتحه وكانت المرة الأولى عام 1986 والثانية عام 1994، وهذا النفق يمتد بطول 450 متراً اسفل المسجد الأقصى والعقارات الإسلامية المحيطة به.
لقد اعتبرت هذه العملية بأنها جريمة ضد مقدساتنا الإسلامية وفي الحقيقة لم تكن عملية فتح النفق سوى القشة التي قصمت ظهر البعير لذلك كانت هبة النفق نتيجة تراكمات من ممارسات حكومة اليمين الإسرائيلي المتطرف برئاسة بنيامين نتنياهو وذلك برفضها تنفيذ الاتفاقات المبرمة بين إسرائيل ومنظمة التحرير الفلسطينية. وقيامها بفرض وقائع جديدة على الأرض في مخالفات وخرق فاضح لهذه الاتفاقات مثل مصادرة الأراضي ومواصلة الاستيطان وتوسيعه بالإضافة إلى إجراءات تهويد المدينة المقدسة، وكذلك عدم الانسحاب من الخليل بالإضافة إلى كافة القضايا المتصلة بإنهاء استحقاق المرحلة الانتقالية بما في ذلك عدم إطلاق سراح الأسرى، واستمرار سياسة الحصار الاقتصادي بذرائع أمنية ما أوجد مناخاً من الإحباط واليأس لدى جماهير شعبنا وعزز لديها القناعة كما لدى السلطة الفلسطينية التي بذلت جهوداً وحرصاً كبيراً على عملية السلام أو دفعها إلى الأمام بأن حكومة ائتلاف اليمين القومي والديني برئاسة نتنياهو ليست عازمة على الاستمرار في عملية السلام، وهي أبعد ما تكون لتنفيذ الاتفاقات وانتهاء بمحاولات المماطلة والتسويف التي انتهجتها خلال الأشهر السابقة، وقيامها بحملات الدعاية حول التزامها بالعملية السلمية بينما هي في الواقع تعمل عكس ذلك من خلال عقد اجتماعات شكلية مع ممثلي السلطة الفلسطينية بدون تحقيق أية نتائج من هذه الاجتماعات.
لقد كشفت هذه السياسة الإسرائيلية من ضرب أسس عملية السلام وتقويض الاتفاقات الموقعة عن استراتيجية حكومة نتنياهو وكان لا بد بالتالي أمام القيادات الفلسطينية من البدء في التحرك على ثلاث مستويات.
- المستوى الداخلي تمثل في تعزيز الأوضاع الداخلية وخلق مناخات تساعد على تحقيق الوحدة الوطنية.
- المستوى العربي لوضع الجماهير والدول العربية أمام مسئولياتها والتزامها تجاه القدس، خصوصاً والقضية الفلسطينية عموماً.
- المستوى الدولي لوضع المجتمع الدولي والعالم أمام مسئولياته تجاه انهيار عملية السلام التي من شأنها أن تعيد أجواء التوتر للمنطقة بأسرها، وقد حقق هذا التحرك نتائج إيجابية سوف نشير إليها عند تناول نتائج الهبة.

## ثالثاً: يوميات الهبة

### يوم الأربعاء 25/9/1996
- أقدمت سلطات الاحتلال الإسرائيلية على فتح باب النفق، وعلى أثر هذه العملية تم اجتماع القيادة الفلسطينية بدعوة من الرئيس الراحل ياسر عرفات ودعا الجماهير الفلسطينية إلى مواجهة هذا العدوان وبعث برسائل إلى بيل كلينتون رئيس الولايات المتحدة الأمريكية والملك حسين ملك الأردن والرئيس التركي سليمان ديميريل، ووضعهم في صورة العدوان الجديد.
- انطلقت مآذن المدينة المقدسة منذ ساعات صباح يوم الأربعاء بالدعوة إلى المواجهة فيما لنطلق أهالي القدس في الشوارع وتعالت صيحات الاستنكار من حناجرهم.
- على الفور تدخلت قوات الجيش والشرطة الإسرائيلية وحالت دون وصول الأهالي إلى الموقع لوقف أعمال تثبيت الباب الحديدي الذي يؤدي إلى مدخل يصل حائط البراق بباب الغوانمة للمسجد الأقصى.
- دارت مواجهات عنيفة بعد ظهر اليوم الأربعاء 25/9/1996 بين الشبان الفلسطينيين وقوات الاحتلال رشق فيها الشبان قوات الاحتلال بالحجارة وعلى أثرها قامت قوات الاحتلال بإخلاء ساحات الأقصى وإغلاق جميع أبوابه ولاحقت قوات الاحتلال الشبان الفلسطينيين واعتقلت منهم 11 شاباً.
- من جهة أخرى تواصلت الاشتباكات في شارع الزهراء وأحرقت سيارة إسرائيلية في القدس أمام فندق الأمريكان كولوني واستخدمت قوات الاحتلال الرصاص المطاطي ضد الشبان الفلسطينيين واعتقل 30 فلسطينياً.
- عقدت الهيئة الإسلامية العليا ونواب القدس وممثلو القوى الوطنية في المدينة اجتماعاً طارئاً في المسجد الأقصى وأدانوا فيه المؤامرة ودعوا إلى إضراب تجاري والتجمع في باب العامود عند الساعة الثانية عشر ظهراً.
- ترأس الرئيس الراحل عرفات اجتماعاً طارئاً ضم أعضاء اللجنة التنفيذية لـ[م.ت.ف] ومجلس الوزراء والمجلس التشريعي لبحث الاعتداءات الإسرائيلية على المقدسات الإسلامية والمسيحية، صدر في أعقابه بياناً دعا فيه جماهير الشعب الفلسطيني لمقاومة ومواجهة الأعمال الإسرائيلية الرامية لتهويد المدينة المقدسة باعتبارها جريمة نكراء.
- وانطلقت المسيرات في حي الواد وباب الساهرة وباب النفق الجديد وشوارع القدس كشارع صلاح الدين، السلطان سليمان، الزهراء، نابلس وأحياء البلدة القديمة، كما عمت المسيرات والمواجهات مختلف محافظات الوطن.
- في رام الله سقط 25 جريحاً وحاولت قوات الاحتلال الإسرائيلي من اقتحام المدينة إلا أن قوات الأمن الوطني تدخلت ومنعت القوات الإسرائيلية من الدخول واستخدمت إسرائيل طائرات كوبرا المروحية في إطلاق النيران على المواطنين.
- في الخليل سارت المسيرات والمظاهرات في الشوارع المحيطة بمستشفى عالية باب الزاوية- شارع الشلالة وأصيب العشرات واعتقال 20 فلسطينياً.
- في بيت لحم مسيرات بدأت من جامعة بيت لحم إلى منطقة قبر راحيل كما شملت المسيرات ودارت المواجهات في كل من طولكرم وجنين وأريحا وقلقيلية.

### يوم الخميس 26/9/1996
تواصلت المواجهات في مختلف المدن الفلسطينية ففي القدس حشدت إسرائيل أكثر من 5,000 جندي إسرائيلي وأصيب العديد من الشبان الفلسطينيين في مواجهات هذا اليوم ومن بين الذين أصيبوا فيصل الحسيني.
أما في نابلس فقد استسلم الجنود الإسرائيليين المتواجدين في موقع قبر النبي يوسف وكان عددهم 41 جندياً لقوات الأمن الوطني الفلسطيني، وتحولت كل من رام الله والبيرة والخليل وبيت لحم إلى ساحات حرب، كما شهدت جنين العديد من المسيرات والاشتباكات مع جنود الاحتلال. وفي يوم الجمعة كانت هناك مجزرة أخرى حيث سقط 3 شهداء وأصيب 150 شاباً فلسطينياً.
وفي يوم السبت 29/9/1996 قرعت الأجراس وأقيمت الصلاة على أرواح الشهداء.

أما في قطاع غزة حيث بدأت الأحداث في صباح يوم الخميس الموافق 26/9/1996 فانطلقت المسيرات التي نظمها طلبة المدارس عشية عملية فتح النفق واستشهاد خمسة فلسطينيين في رام الله يوم 25/9/1996، وانطلقت المسيرات لتتوجه إلى الحواجز والمواقع العسكرية الإسرائيلية القريبة من المستوطنات الإسرائيلية في قطاع غزة عند حاجز بيت حانون (إيرز) بوابة القطاع الشمالية مع إسرائيل ونتساريم جنوب مدينة غزة وكفار داروم القريبة من دير البلح ومفترق غوش قطيف كيسوفيم شمال مدينة خانيونس، والموقع العسكري غرب المدينة على حدود مستوطنة جاني طال والحدود المصرية مع قطاع غزة في مدينة رفح ونظراً لتعدد المواجهات في أكثر من موقع من الضروري استعراض صور الأحداث في كل المناطق التي حدثت فيها.

### حاجز كفار داروم
بدأت فيه المواجهات عند الساعة السابعة صباحاً حيث وصلت المسيرات على بعد 70-100 متر عن المواقع الإسرائيلية المحاذية لمستوطنات كفار داروم القريبة من دير البلح على الطريق الرئيس رفح- غزة، حيث تجمع الطلبة المشاركون في المسيرة هناك وبدأوا بإطلاق الهتافات، وقام رجال الشرطة الفلسطينية المتواجدين في هذا المكان بمحاولة صد المتظاهرين ومنعهم من التقدم تجاه المواقع الإسرائيلية، إلا أن بعض أفراد المسيرة تمكنوا من اجتياز الحاجز الفلسطيني والقيام بإلقاء الحجارة باتجاه الجنود الإسرائيليين المتواجدين في المكان وعلى الفور قام الجنود الإسرائيليون بإطلاق قنابل الغاز على المتظاهرين في الوقت الذي استمر المتظاهرون بإلقاء الحجارة على الجنود الإسرائيليين، وهي بالكاد كانت تصل إليهم وفي الساعة السابعة وعشر دقائق بدأ الإسرائيليون بإطلاق نيران أسلحتهم الأتوماتيكية بما فيها المدافع الرشاشة من عيار 500 بشكل مكثف، وعشوائي، ومن كافة الاتجاهات، أصيب ثمانية أشخاص نقلوا بسيارات الإسعاف.
وعلى الفور قام رجال الشرطة الفلسطينية بإغلاق الشارع العام أمام حركة السيارات في محاولة للسيطرة على الموقف، إلا أنهم أصبحوا عرضة لإطلاق النار من قبل قوات الاحتلال الإسرائيلي ما أدى إلى إصابة العديد منهم برصاص الجنود الإسرائيليين مما اضطر رجال الشرطة الفلسطينية إلى الرد على الجنود الإسرائيليين دفاعاً عن النفس إلا أن الجنود الإسرائيليون استمروا في إطلاق النيران خصوصاً بعد أن اتخذوا لأنفسهم مواقع فوق الأبراج العسكرية القريبة من المستوطنة والمحاطة بسواتر رملية.
وفي حوالي الساعة الثانية عشر توقف إطلاق النار بعد جهود قام بها مسئولون أمنيون فلسطينيون من قادة الأمن الوطني بالاتصال مع الجانب الإسرائيلي. وكانت نتيجة هذه المواجهات إصابة العشرات من قوات الأمن الوطني، كما استشهد 7 شهداء وأصيب 60 جريحاً بينهم صحفي، وتضررت واجهات المنازل وأسطحها وخزانات المياه جراء إطلاق النار من قبل الجنود الإسرائيليين.

### مفرق الشهداء «بالقرب من مستوطنة نتساريم»
في الساعة الثامنة صباحاً وبعد أن انتشرت أنباء المواجهات في منطقة مستوطنة كفار داروم توجه مئات الطلبة والمواطنين إلى مفترق نتساريم جنوب غزة حيث يوجد موقع عسكري دائم محاط بالأسلاك الشائكة، وعلى الرغم من محاولة أفراد الشرطة الفلسطينية منع المتظاهرين من الاقتراب من الموقع إلا أن بعض الطلاب قد استطاع التقدم نحو الموقع من البيارات المحاذية وقاموا بإلقاء الحجارة على برج عسكري إسرائيلي للمراقبة من مسافة لا تقل عن مئة متر ورد الإسرائيليون بإطلاق النار على المتظاهرون.
وعززت القوات الإسرائيلية من تواجدها بتعزيز الموقع بالدبابات والآليات واستمر الجيش الإسرائيلي بإطلاق النار وكانت النتيجة استشهاد 8 فلسطينيين وإصابة 75 آخرين.

### حاجز بيت حانون (ايرز)
بدأت المواجهات عند هذا الموقع بعد أن انطلقت مسيرة طلابية من مخيم جباليا إلى حاجز بيت حانون وعلى الرغم من محاولة الشرطة الفلسطينية منعهم من التقدم إلا أن بعض المتظاهرين تمكنوا من اجتياز الحاجز الفلسطيني ليقتربوا من الحاجز الإسرائيلي وإلقاء الحجارة على الجنود الإسرائيليين الذين ردوا عليها بإلقاء قنابل الغاز والأعيرة المطاطية ثم إطلاق الرصاص الحي ما أدى إلى إصابة العديد من الشبان الفلسطينيين ثم ازدادت كثافة إطلاق النيران من الجانب الإسرائيلي ما أدى إلى استشهاد 7 فلسطينيين وإصابة 104 بجراح بعد أن أصبح كل من تواجد في محيط الموقع من الفلسطينيين، هدفاً للنيران الإسرائيلية واستمر إطلاق النار حتى ما بعد الظهر حيث حضر كبار الضباط من الجانب الفلسطيني وقاموا بإجراء اتصالات مع الجانب الإسرائيلي فخفت حدة إطلاق النار إلى أن توقفت عند الساعة الرابعة والنصف عصراً.

### خانيونس
واندلعت الأحداث في مدينة خانيونس بتجمع طلبة المدارس في حي الأمل وتوجهوا إلى المنطقة العسكرية الإسرائيلية غرب حي الأمل القريبة من مستوطنة جاني طال وتجمعوا عند حاجز للشرطة الفلسطينية يبعد 400 متراً عن النقطة العسكرية الإسرائيلية وتدخل أفراد الشرطة الفلسطينية المتواجدون على الحاجز حيث كانوا يقومون بإعمالهم اليومية ومنعوا الطلبة من التقدم نحو الحاجز الإسرائيلي في تقدم الطلبة بإلقاء الحجارة باتجاه النقطة العسكرية الإسرائيلية.
قام الجنود الإسرائيليون بإطلاق قنابل الغاز والأعيرة المطاطية والرصاص الحي نحو الطلبة وسرعان ما بدأوا إطلاق النار عشوائياً نحو كل من تواجد في ذلك الموقع رد أفراد الشرطة الفلسطينية النار في محاولة للدفاع عن النفس ولحماية المدنيين وتسبب رصاص الجنود الإسرائيليين في مقتل 3 أشخاص وإصابة 60 آخرين بجراح.
وفي الساعة التاسعة صباحاً توجه طلاب المدارس من قرى خانيونس الشرقية إلى مفترق غوش قطيف وحاجز كيسوفيم على طريق خانيونس - غزة وقد حالت الشرطة الفلسطينية دون تقدم المتظاهرين إلا أن عدداً منهم تمكن من عبور الحاجز من خلال البيارات المجاورة.
وشاركت مروحيات حربية من نوع الكوبرا في إطلاق النار على المتظاهرين كما طالت نيرانها المواطنين الذين لم يشاركوا في المظاهرات وكذلك المنازل القريبة ما تسبب في إصابة عدد من المواطنين وإلحاق أضرار بعدد من المنازل. وبلغت حصيلة الأحداث 5 شهداء و 115 جريحاً.

### رفح
في الساعة الثامنة من صباح يوم 26/9/1996 توجه نحو 150 طالب إلى بوابة صلاح الدين على الحدود المصرية وقاموا بإلقاء الحجارة على موقع للجنود الإسرائيليين مقام بين الأسلاك الحدودية الشائكة وعلى الرغم من محاولة الشرطة الفلسطينية صد المتظاهرين إلا أن المواجهات استمرت على طول الحدود المصرية الفلسطينية التي يسيطر عليها الجيش الإسرائيلي والتي تخترق مدينة رفح وفي هذه الأثناء قام الجنود الإسرائيليون بإطلاق النار على المتظاهرين ورجال الشرطة الفلسطينية وأصابوا عدداً منهم ما دفع رجال الشرطة الفلسطينية إلى إطلاق النار للدفاع عن أنفسهم.
في حوالي الثانية عشر تمكن أفراد الشرطة الفلسطينية من تهدئة الأوضاع مع انتشار نبأ إستشهاد شخصين وإصابة 40 بجراح، وشهدت ساعات ما بعد الظهر تجمعات للشباب بالقرب من المنطقة الحدودية قاموا بإلقاء الحجارة على الجنود الإسرائيليين الذين ردوا بعنف على تلك المواجهات، كما استخدم الجيش الإسرائيلي طائرتين عموديتين قامتا بإطلاق النار عشوائياً، والقتا قذائف على المنطقة المحاذية للشريط الحدودي. واستخدمت الدبابات المجنزرة التي شوهدت داخل الشريط الحدودي ما أدى إلى إصابة العديد برصاص الجيش الإسرائيلي. ولم تقتصر المواجهات على الشريط الحدودي على توجه أعداد كبيرة من الطلاب إلى مفترق مستوطنة موراج على الطريق الواقع بين خانيونس ورفح وقاموا بإلقاء الحجارة اتجاه الجنود الإسرائيليين على مدخل المستوطنة وعلى الرغم من قيام أفراد الشرطة الفلسطينية من إبعاد المتظاهرين إلا أن الجنود الإسرائيليين قاموا بإطلاق النار على المتظاهرين وأفراد الشرطة مما أدى إلى إصابة طالبتين فلسطينيتين وشرطي آخر.

هذا ما حدث يوم الخميس 26/9/2001 وقد استمرت أجواء التوتر في اليوم التالي يوم الجمعة 27/9/2001، وتكررت المواجهات في رفح وخانيونس وحاجز كفار داروم.
وكان أعنف هذه المواجهات في رفح حيث قام الجنود الإسرائيليون بإطلاق الرصاص على المتظاهرين ما أدى إلى إصابة 48 شخصاً في رفح كما أصيب 8 أشخاص في خانيونس وشخصان عند حاجز كفار داروم.

## نتائج الهبة
نتج عن هذه الهبة العديد من النتائج أهمها:
1. سقوط العديد من الشهداء والجرحى بين أبناء الشعب الفلسطيني.
2. نتائج سياسية.

### شهداء وجرحى الإنتفاضة
على الرغم من الطابع السلمي الذي خيم على التظاهرات الفلسطينية احتجاجاً على فتح النفق، إلا أن القوات الإسرائيلية واجهت هذه التظاهرات بإطلاق الرصاص المطاطي والرصاص الحي بكثافة وخاصةً من العيارات المختلفة مثل رصاص عيار 500 ملم و 800 ملم كما استخدمت الطائرات المروحية والدبابات بالإضافة إلى اشتراك المستوطنين الإسرائيليين في إطلاق النار على المواطنين الفلسطينيين والنتيجة سقوط عدداً من الشهداء والجرحى وقد بلغ عدد الشهداء الفلسطينيين الذين سقطوا في هذه الهبة 63 شهيداً، و 1,600 جريحاً منهم 458 جريحاً في قطاع غزة.
وتشير الجداول التالية إلى أسماء شهداء هبة النفق.
شهداء معركة القدس من 25-27 أيلول

شهداء محافظة رام الله والبيرة 
| الإسم                       | العمر | البلد                        |
| --------------------------- | ----- | ---------------------------- |
| منير يوسف جمهور             | 19    | بيت عنان                     |
| رائد إبراهيم شراكة          | 14    | مخيم الجلزون                 |
| أيمن عبد المجيد عواد        | 25    | رام الله والبيرة             |
| عبد الجبار محمد عوض حسن     | 20    | دير أبو مشعل                 |
| ياسر عمر محمود حمدان        | 20    | كوبر                         |
| جهاد (ناصيف) سمحان          | 30    | راس كركر                     |
| محمد عبد الله أحمد حامد     | 18    | سلواد                        |
| جلال إبراهيم عايش           | 20    | الطيرة                       |
| فوزي محمد مفلح جمهور        | 23    | بيت عنان                     |
| تمام أحمد مسعود نوارة       | 34    | المزرعة القبلية              |
| معتز موسى طه                | 22    | رافات                        |
| فايز مشهور محمد فرحان       | 22    | رام الله والبيرة - عين مصباح |
| رأفت راشد حوشية             |       | قطنة                         |
| إياد محمود الطريفي          | 21    | رام الله والبيرة             |
| عبد الفتاح عبد المجيد طعيمة |       | سلواد                        |
| عيد محمود عيسى              | 20    | بير نبالا                    |
| منصور شوامرة                |       | رام الله والبيرة             |

شهداء محافظة بيت لحم
| الإسم          | العمر | البلد    |
| -------------- | ----- | -------- |
| مازن أبو عاهور | 22    | بيت جالا |
| أحمد أبو سرور  | 26    | بيت جالا |

شهداء محافظة نابلس
| الإسم            | العمر                     | البلد |
| ---------------- | ------------------------- | ----- |
| فريد الصفدي      | 28                        | نابلس |
| وسام فريد المصري | متأثرا بجراحه يوم 26/9/96 | نابلس |

شهداء محافظة أريحا
| الإسم      | العمر | البلد |
| ---------- | ----- | ----- |
| فراس عرابي | 21    | أريحا |
| فادي عطية  | 20    | أريحا |

شهداء محافظة طولكرم
| الإسم                | العمر | البلد                     |
| -------------------- | ----- | ------------------------- |
| عماد سالم            | 30    | من سكان يطا سقط في طولكرم |
| زياد عز الدين الشريف | 32    | من طولكرم سقط في أريحا    |

شهداء محافظة الخليل
| الإسم                 | العمر | البلد           |
| --------------------- | ----- | --------------- |
| أشرف عبد الكريم الطور | 12    | الخليل          |
| زياد محمود عيد        | 25    | الخليل          |
| محمد ربحي عفانة       | طفل   | الخليل/بيت اولا |

أسماء الشهداء الذين سقطوا في ساحات الأقصى 27/9
| الإسم            | العمر  | البلد       |
| ---------------- | ------ | ----------- |
| إبراهيم أبو غنام | 19     | القدس/الطور |
| أيمن يحيى ادكيدك | 25     | القدس/الطور |
| جواد البزلميط    |        | القدس       |
| حنين قاسم حرب    | 5 شهور | القدس/شعفاط |

شهداء محافظات غزة
| الإسم                  | العمر | البلد       |
| ---------------------- | ----- | ----------- |
| أمين بربح              | 17    | خانيونس     |
| رائد الرقب             | 22    | خانيونس     |
| أشرف الأشرم            | 21    | غزة         |
| رمزي الأستاذ           | 22    | غزة         |
| هاني جلال موسى         | 18    | دير البلح   |
| رزق سليمان الحواجري    | 35    | دير البلح   |
| قصي محمد عكاشة         | 30    | جباليا      |
| قاسم سليمان الدجيلي    | 16    | دير البلح   |
| نورا موسى سعد          | 13    | دير البلح   |
| فريد الدعليس           | 20    | النصيرات    |
| خليل محمد نصير         | 22    | بيت حانون   |
| حسن محمد اليازجي       | 40    | جباليا      |
| محمد حسن البيومي       | 16    | رفح         |
| يوسف محمود البشيتي     | 25    | المغازي     |
| علاء أسامة شراب        | 20    | غزة         |
| راجح بارود             | 43    | رفح         |
| رشاد أبو توهة          | 18    | غزة         |
| حازم صقر               | 18    | غزة         |
| أحمد النجار            | 22    | خانيونس     |
| محمد عبد الكريم الأسطل | 15    | خانيونس     |
| عبد الحميد صالح حماد   | 33    | خانيونس     |
| إيهاب عبد الواحد       | 24    | غزة         |
| شحدة محمد وهدان        | 27    | غزة         |
| سامي طافش              | 22    | زيتون       |
| محمد فتحي حسب الله     | 20    | غزة         |
| باسل نعيم              | 25    | بيت حانون   |
| موسى ناصر أبو نصير     | 28    | دير البلح   |
| عصام أبو علوان         | 23    | الشيخ رضوان |
| أشرف مهدي              | 18    | بيت لاهيا   |
| تامر المصري            | 10    | مدينة غزة   |
| محمد شلايل             |       | مدينة غزة   |

جدول رقم (1): فئات أعمار الشهداء، الضفة الغربية
| الفئة             | العدد | الجنس | المنطقة          |
| ----------------- | ----- | ----- | ---------------- |
| من سن 10-19       | 4     | ذكر   | رام الله         |
| من سن 10-19       | 1     | ذكر   | القدس            |
| من سن 10-19       | 1     | ذكر   | أريحا            |
| من سن 20-29       | 10    | ذكر   | رام الله         |
| من سن 20-29       | 2     | ذكر   | نابلس            |
| من سن 20-29       | 2     | ذكر   | بيت لحم          |
| من سن 30-29       | 1     | ذكر   | القدس            |
| من سن 30-39       | 2     | ذكر   | رام الله         |
| من سن 30-39       | 1     | ذكر   | طولكرم           |
| من سن 30-39       | 1     | ذكر   | نابلس            |
| غير معروف أعمارهم | 1     | ذكر   | رام الله والبيرة |
| غير معروف أعمارهم | 2     | ذكر   | القدس            |

جدول رقم (2): أنواع إصابات الشهداء في الضفة الغربية
| نوع الإصابة  | العدد | الجنس              | المنطقة          |
| ------------ | ----- | ------------------ | ---------------- |
| إصابة بالرأس | 1     | ذكر                | نابلس            |
| إصابة بالبطن | 1     | ذكر                | نابلس            |
| إصابة بالرأس | 2     | ذكر                | بيت لحم          |
| إصابة بالرأس | 12    | (11) ذكر، (1) أنثى | رام الله والبيرة |
| إصابة بالصدر | 2     | ذكر                | رام الله والبيرة |
| إصابة بالبطن | 1     | ذكر                | رام الله والبيرة |
| إصابة بالرأس | 2     | ذكر                | أريحا            |
| إصابة بالرأس | 1     | ذكر                | طولكرم           |

جدول رقم (3): بعدد الجرحى من قطاع غزة خلال أحداث أيلول 1996 حسب تاريخ الإصابة والتوزيع على المستشفيات والعيادات
| اسم المستشفى         | يوم الخميس 26/9/1996 | يوم الجمعة 27/9/1996 | يوم السبت 28/9/1996 | يوم الأحد 29/9/1996 | المجموع |
| -------------------- | -------------------- | -------------------- | ------------------- | ------------------- | ------- |
| دار الشفاء           | 159                  | 4                    | __                  | 1                   | 163     |
| مستشفى الأهلي العربي | 23                   | __                   | __                  | __                  | 23      |
| مستشفى العيون        | 3                    | __                   | __                  | __                  | 3       |
| ناصر- خانيونس        | 139                  | 30                   | 8                   | __                  | 177     |
| عيادات رفح           | 21                   | 26                   | __                  | __                  | 47      |
| عيادة دير البلح      | 44                   | __                   | __                  | __                  | 44      |
| المجموع              | 389                  | 60                   | 8                   | 1                   | 458     |

- ملاحظة: هناك أسماء لم ترد في كشوفات المستشفيات والعيادات وتم اعتمادها بناءً على جمع ميداني من قبل الباحثين الميدانيين في المستشفيات وأماكن الأحداث والإفادات.

جدول رقم (4): بعدد الشهداء الذين سقطوا في قطاع غزة في أحداث أيلول 1996 حسب مواقع الأحداث
| موقع الأحداث             | عدد الشهداء |
| ------------------------ | ----------- |
| كفار داروم               | 7           |
| نيتساريم                 | 8           |
| (معبر بيت حانون) ايرز    | 8           |
| جاني طال (غربي خانيونس)  | 3           |
| مفترق غوش قطيف - كيسوفيم | 2           |
| رفح                      | 2           |
| المجموع                  | 30          |

### النتائج السياسية
على الرغم من أن عملية فتح النفق بتاريخ 15/9/1996، قد سبقتها محاولتين الأولى عام 1986 عند باب الغوانمة والثانية عام 1994، عند المدرسة العمرية وهو نفس المدخل الحالي، إلا أن هذه المرة تكتسب أهمية كبيرة إذا جاءت ضمن مخططات حكومة الليكود المتطرفة في برنامجها الانتخابي عام 1996، كما أنها جاءت عشية الاحتفال بعيد الغفران وكأن هذه العملية جاءت كهدية للشعب اليهودي إلا أن نتائجها لم تكن في حسبان الحكومة حيث أفشلت الهبة الجماهيرية الإستراتيجية الإسرائيلية القائمة على سياسة الصفقات حيث لا يتم إغلاق النفق إلا بشروط محددة وكان من نتائج هذه الهبة ما يلي:-
1. أثبتت الهبة بأن لدى الشعب الفلسطيني خيارات أخرى غير خيارات التفاوض مع عدم التراجع عن عملية السلام.
2. سقوط الرهان الإسرائيلي بأن هناك فجوة بين السلطة الوطنية الفلسطينية وجماهير الشعب الفلسطيني.
3. وكان نتيجة هذه الهبة توقيع بروتوكول إعادة الانتشار في منطقة الخليل بتاريخ 17/يناير/1997.

## ملخّص هبة النفق 25/9/1996
استمرت الهبة مدة ثلاثة أيام وهي 25-26-27 من شهر سبتمبر 1996.

### أسباب الهبة
إستمرار السياسة الإسرائيلية القائمة على:
- التوسع الإستيطاني على حساب الأراضي الفلسطينية.
- إستمرار الحصار المفروض على الأراضي الفلسطينية.
- المماطلة والتسويف في تنفيذ الإتفاقات الموقعة مع السلطة الوطنية الفلسطينية.
- ثم فتح النفق أسفل المسجد الأقصى مما يعد خرقاً فاضحاً للإتفاقات المعقودة وتحدي لمشاعر المسلمين.

### نتائج الهبة
1. توقيع برتوكول إعادة الانتشار في منطقة الخليل بتاريخ 17/يناير/1997.
2. سقوط الرهان الإسرائيلي بأن هناك فجوة بين الشعب الفلسطيني والسلطة الفلسطينية كما أثبتت أن هناك خيارات أخرى للشعب الفلسطيني غير طريق التفاوض.
3. سقوط 63 شهيداً فلسطينياً و1600 جريحاً موزعين كالآتي:
في الضفة الغربية 32 شهيداً موزعين على المحافظات التالية:
| المحافظة | عدد الشهداء |
| -------- | ----------- |
| رام الله | 17          |
| بيت لحم  | 2           |
| نابلس    | 2           |
| أريحا    | 2           |
| طولكرم   | 2           |
| الخليل   | 3           |
| القدس    | 4           |

في قطاع غزة سقط 31 شهيداً.
عدد الجرحى 1,600 جريحاً.
قطاع غزة 458 جريحاً.
الضفة الغربية 1,147 جريحاً.